# کبوتر میوه‌خوار پس‌سرسیاه
کبوتر میوه‌خوار پس‌سرسیاه (نام علمی: Ptilinopus melanospilus) که به نام کبوتر میوه‌خوار سرسیاه نیز شناخته می‌شود، یک کبوتر میوه‌خوار با اندازه متوسط تا ۲۴ سانتیمتر (۹٫۴ اینچ) طول، کبوتر میوه‌خوار سبز و بلند با نوک و عنبیه زردفام است. نر دارای سر خاکستری کم‌رنگ با پشتی سیاه، گلوی زرد و پوشپرهای زیر دم زرد طلایی و صورتی است. پرهای ماده و جوان کاملاً سبز است.

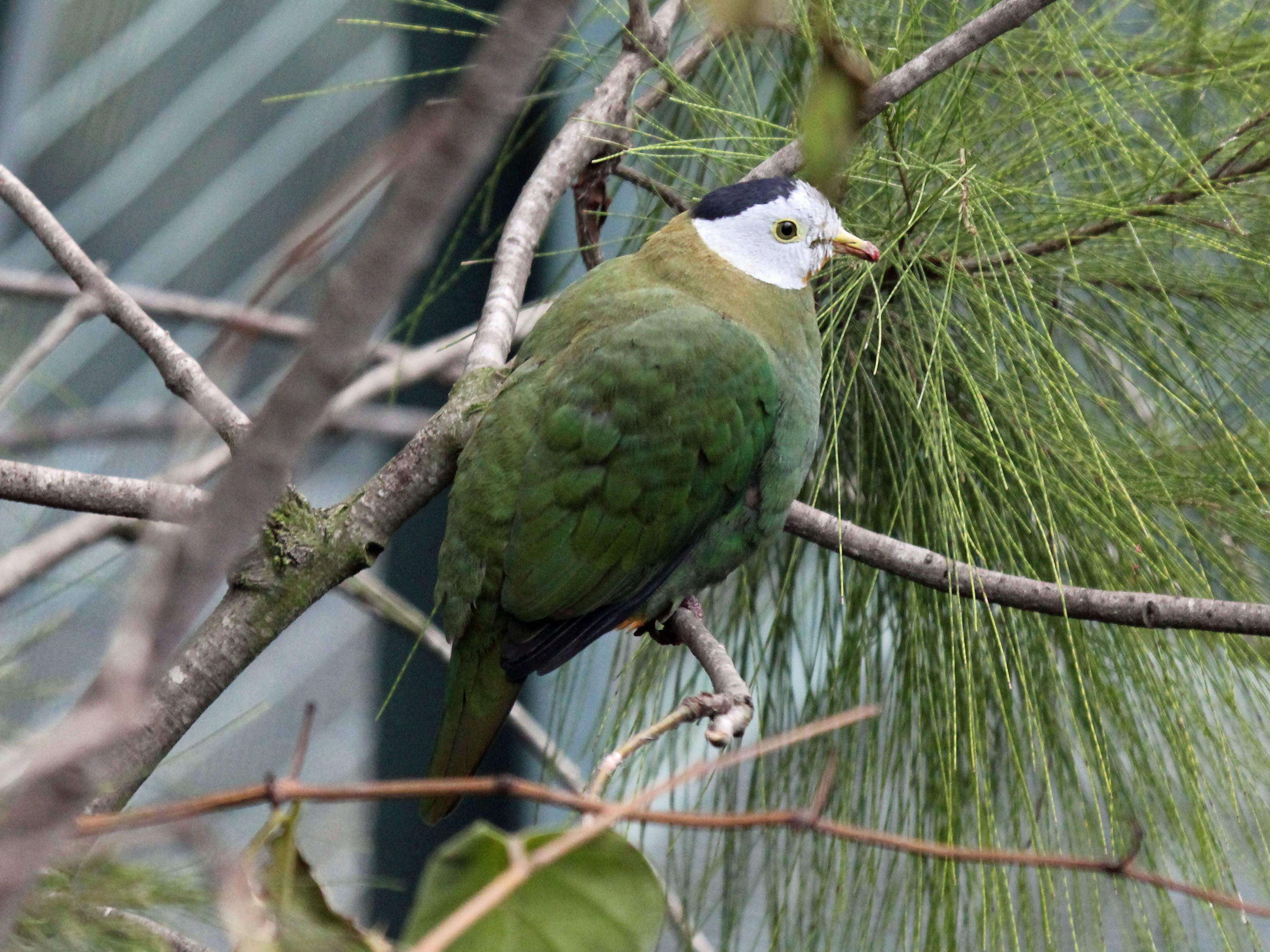
نر در باغ وحش سن دیگو